# Deux-Sèvres
Deux-Sèvres (79) is een Frans departement, gelegen in de Nouvelle-Aquitaine. De naam verwijst naar twee riviertjes, de Sèvre Niortaise en de Sèvre Nantaise.

## Geschiedenis
Het departement was een van de 83 departementen die werden gecreëerd tijdens de Franse Revolutie, op 4 maart 1790 door uitvoering van de wet van 22 december 1789, uitgaande van een deel van de provincie Poitou. Het departement was onderdeel van de regio Poitou-Charentes, totdat die op 1 januari 2016 werd opgeheven.

## Geografie
Deux-Sèvres is omgeven door de departementen Vienne, Charente, Charente-Maritime, Vendée en Maine-et-Loire.

## Demografie
De inwoners van Deux-Sèvres heten Deux-Sévriens.

### Demografische evolutie sinds 1962
| Naam        | Index 1962 | Index 1968 | Index 1975 | Index 1982 | Index 1990 | Index 1999 | Index 2008 | Index 2019 |
| ----------- | ---------- | ---------- | ---------- | ---------- | ---------- | ---------- | ---------- | ---------- |
| Deux-Sèvres | 100,0      | 101,7      | 104,8      | 107,0      | 108,0      | 107,5      | 114,0      | 116,4      |
| Frankrijk*  | 100,0      | 107,1      | 113,3      | 117,0      | 121,9      | 126,0      | 133,8      | 140,1      |

| Naam        | Inw./Km² 1962 | Inw./km² 1968 | Inw./km² 1975 | Inw./km² 1982 | Inw./km² 1990 | Inw./km² 1999 | Inw./km² 2008 | Inw./km² 2019 |
| ----------- | ------------- | ------------- | ------------- | ------------- | ------------- | ------------- | ------------- | ------------- |
| Deux-Sèvres | 53,4          | 54,3          | 56,0          | 57,1          | 57,7          | 57,4          | 60,9          | 62,5          |
| Frankrijk*  | 84,2          | 90,1          | 95,4          | 98,5          | 102,7         | 106,1         | 112,7         | 119,7         |

Frankrijk* = exclusief overzeese gebieden
Bron: Recensement Populaire INSEE - 1962 tot 1999 population sans doubles comptes, nadien Population Municipale
Op 1 januari 2022 had Deux-Sèvres 375.415 inwoners.

### De 10 grootste gemeenten in het departement
| #  | Gemeente              | Aantal inwoners (2022) |
| -- | --------------------- | ---------------------- |
| 1  | Niort                 | 60.074                 |
| 2  | Bressuire             | 19.860                 |
| 4  | Thouars               | 13.949                 |
| 3  | Parthenay             | 10.121                 |
| 5  | Mauléon               | 8.585                  |
| 6  | Saint-Maixent-l'École | 7.433                  |
| 7  | Chauray               | 7.173                  |
| 8  | Melle                 | 5.790                  |
| 9  | La Crèche             | 5.681                  |
| 10 | Nueil-les-Aubiers     | 5.529                  |

## Afbeeldingen

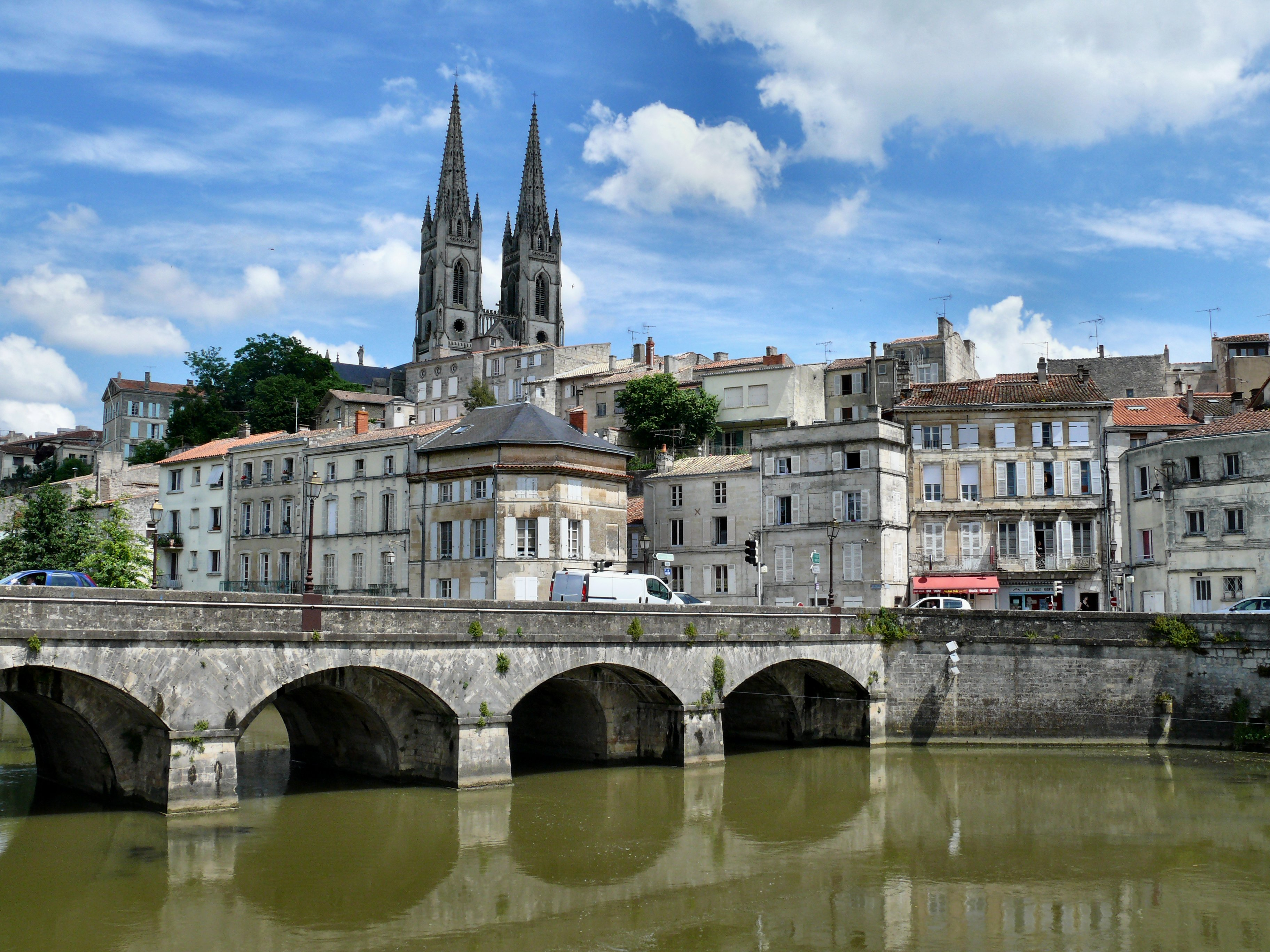
Niort
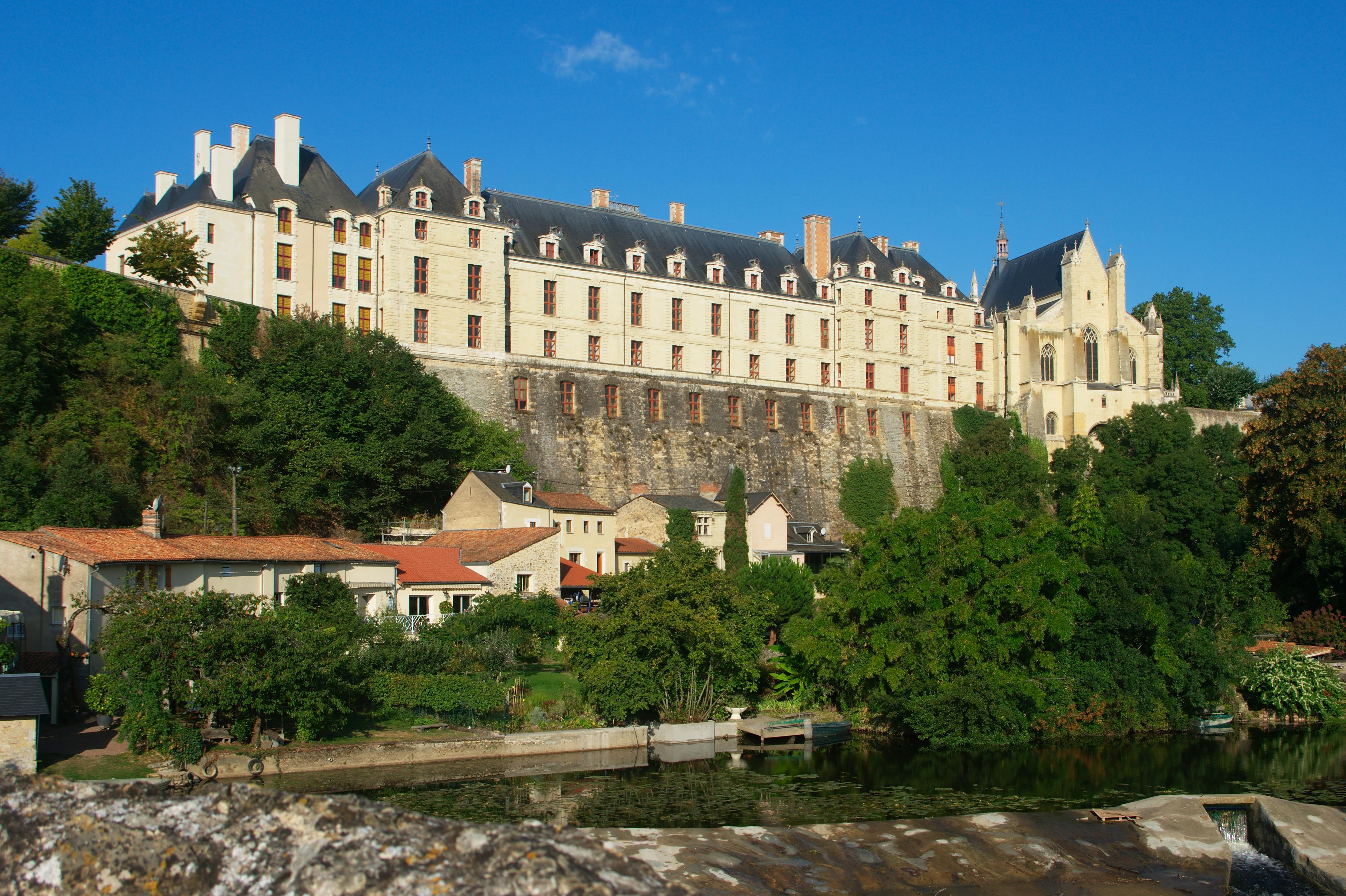
Château de Thouars
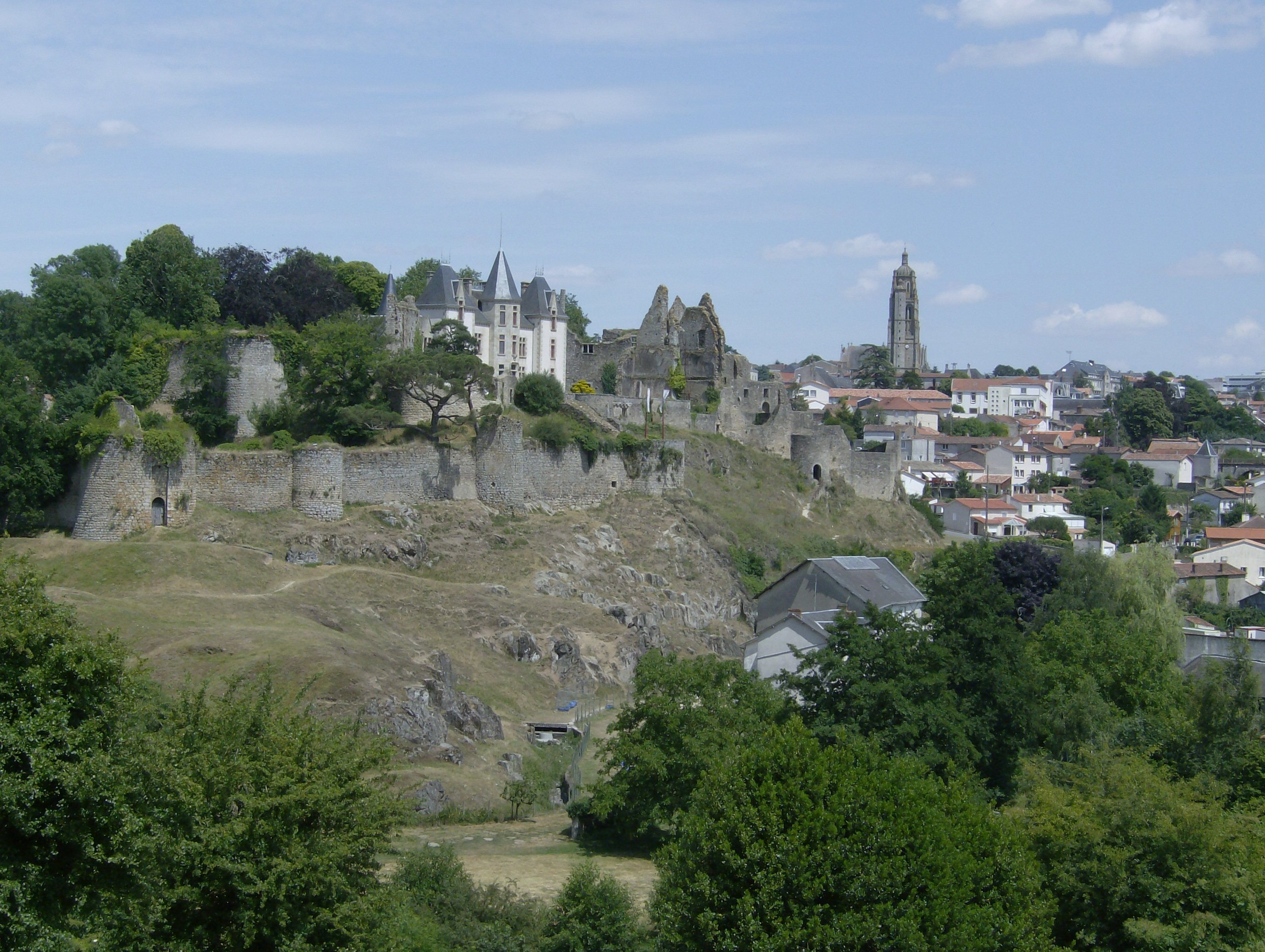
Bressuire
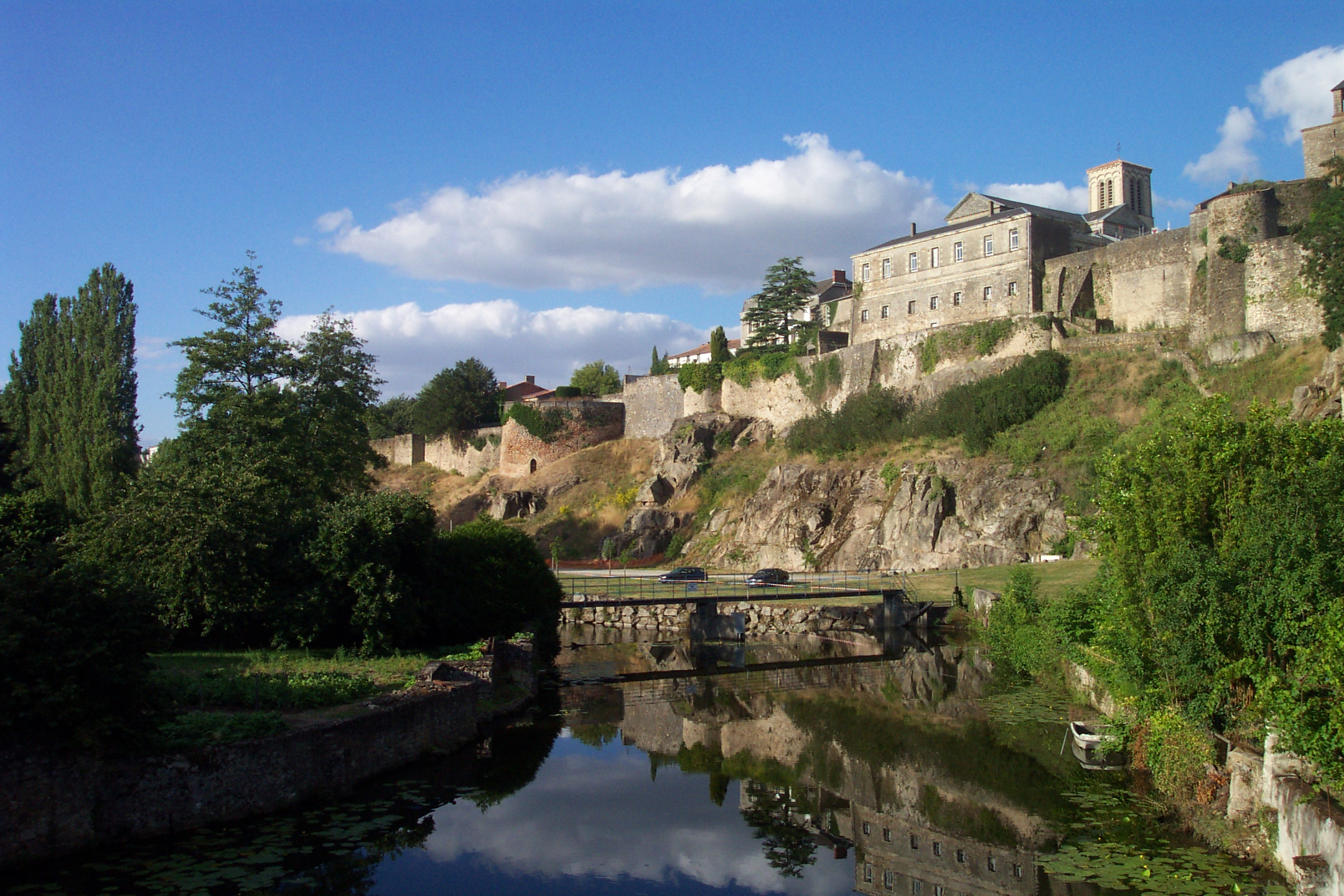
Citadel, Parthenay